# Diócesis de Kitale
La diócesis de Kitale (en latín: Dioecesis Kitalensis, en inglés: Roman Catholic Diocese of Kitale y en suajili: Jimbo Katoliki la Kitale) es una circunscripción eclesiástica de la Iglesia católica en Kenia. Se trata de una diócesis latina, sufragánea de la arquidiócesis de Kisumu. Desde el 4 de noviembre de 2022 su obispo es Henry Juma Odonya.

## Territorio y organización
La diócesis tiene 11 737 km² y extiende su jurisdicción sobre los fieles católicos de rito latino residentes en los condados de West Pokot y Trans-Nzoia.
La sede de la diócesis se encuentra en la ciudad de Kitale, en donde se halla la Catedral de la Inmaculada Concepción.
En 2023 en la diócesis existían 35 parroquias agrupadas en 7 decanatos: Cathedral, Kolongolo, Kiminini, Suwerwa, Tartar , Kapenguria y Ortun.

## Historia
La diócesis fue erigida el 3 de abril de 1998 mediante la bula Magis in dies del papa Juan Pablo II, obteniendo el territorio de la diócesis de Eldoret.

## Estadísticas
Según el Anuario Pontificio 2024 la diócesis tenía a fines de 2023 un total de 315 270 fieles bautizados.
| Año                                                                             | Población            | Población | Población      | Sacerdotes | Sacerdotes    | Sacerdotes    | Bautizados por sacerdote | Diáconos permanentes | Religiosos | Religiosos | Parroquias |
| Año                                                                             | Bautizados católicos | Total     | % de católicos | Total      | Clero secular | Clero regular | Bautizados por sacerdote | Diáconos permanentes | Varones    | Mujeres    | Parroquias |
| ------------------------------------------------------------------------------- | -------------------- | --------- | -------------- | ---------- | ------------- | ------------- | ------------------------ | -------------------- | ---------- | ---------- | ---------- |
| 1999                                                                            | 130 000              | 1 100 000 | 11.8           | 37         | 17            | 20            | 3513                     |                      | 29         | 60         | 19         |
| 2000                                                                            | 134 000              | 884 000   | 15.2           | 45         | 28            | 17            | 2977                     |                      | 27         | 57         | 18         |
| 2001                                                                            | 140 000              | 890 000   | 15.7           | 38         | 18            | 20            | 3684                     |                      | 26         | 57         | 19         |
| 2002                                                                            | 146 000              | 914 000   | 16.0           | 42         | 24            | 18            | 3476                     |                      | 23         | 57         | 19         |
| 2003                                                                            | 152 000              | 940 000   | 16.2           | 45         | 25            | 20            | 3377                     |                      | 26         | 61         | 22         |
| 2004                                                                            | 157 000              | 970 000   | 16.2           | 45         | 24            | 21            | 3488                     |                      | 29         | 64         | 22         |
| 2006                                                                            | 164 000              | 1 030 000 | 15.9           | 45         | 20            | 25            | 3644                     |                      | 31         | 58         | 23         |
| 2013                                                                            | 225 000              | 1 268 000 | 17.7           | 57         | 35            | 22            | 3947                     |                      | 23         | 91         | 27         |
| 2016                                                                            | 246 681              | 1 358 803 | 18.2           | 63         | 46            | 17            | 3915                     |                      | 23         | 92         | 29         |
| 2019                                                                            | 264 000              | 1 474 000 | 17.9           | 83         | 61            | 22            | 3180                     |                      | 26         | 92         | 31         |
| 2021                                                                            | 277 635              | 1 550 130 | 17.9           | 95         | 68            | 27            | 2922                     |                      | 37         | 138        | 34         |
| 2023                                                                            | 315 270              | 2 093 000 | 15.1           | 93         | 66            | 27            | 3390                     |                      | 42         | 106        | 35         |
| Fuente: Catholic-Hierarchy, que a su vez toma los datos del Anuario Pontificio. |                      |           |                |            |               |               |                          |                      |            |            |            |

## Episcopologio
- Maurice Anthony Crowley, S.P.S. (3 de abril de 1998-4 de noviembre de 2022 retirado)
- Henry Juma Odonya, desde el 4 de noviembre de 2022